# La Commission
 (février 2021).
Si vous disposez d'ouvrages ou d'articles de référence ou si vous connaissez des sites web de qualité traitant du thème abordé ici, merci de compléter l'article en donnant les références utiles à sa vérifiabilité et en les liant à la section « Notes et références ».
Pour les articles homonymes, voir Commission.
La Commission représente le gouvernement de la mafia américaine. Bien que sa structure ait maintes fois changé depuis sa création en 1931, son cœur de fonctionnement avec la présence des parrains des Cinq familles de New York est resté quasiment le même jusqu'à aujourd'hui.
Les faits les plus marquants de son histoire sont la réunion d'Apalachin en 1957, un complot visant à tuer plusieurs de ses membres en 1963 et enfin son procès en 1985.

## Historique

### Création de la commission

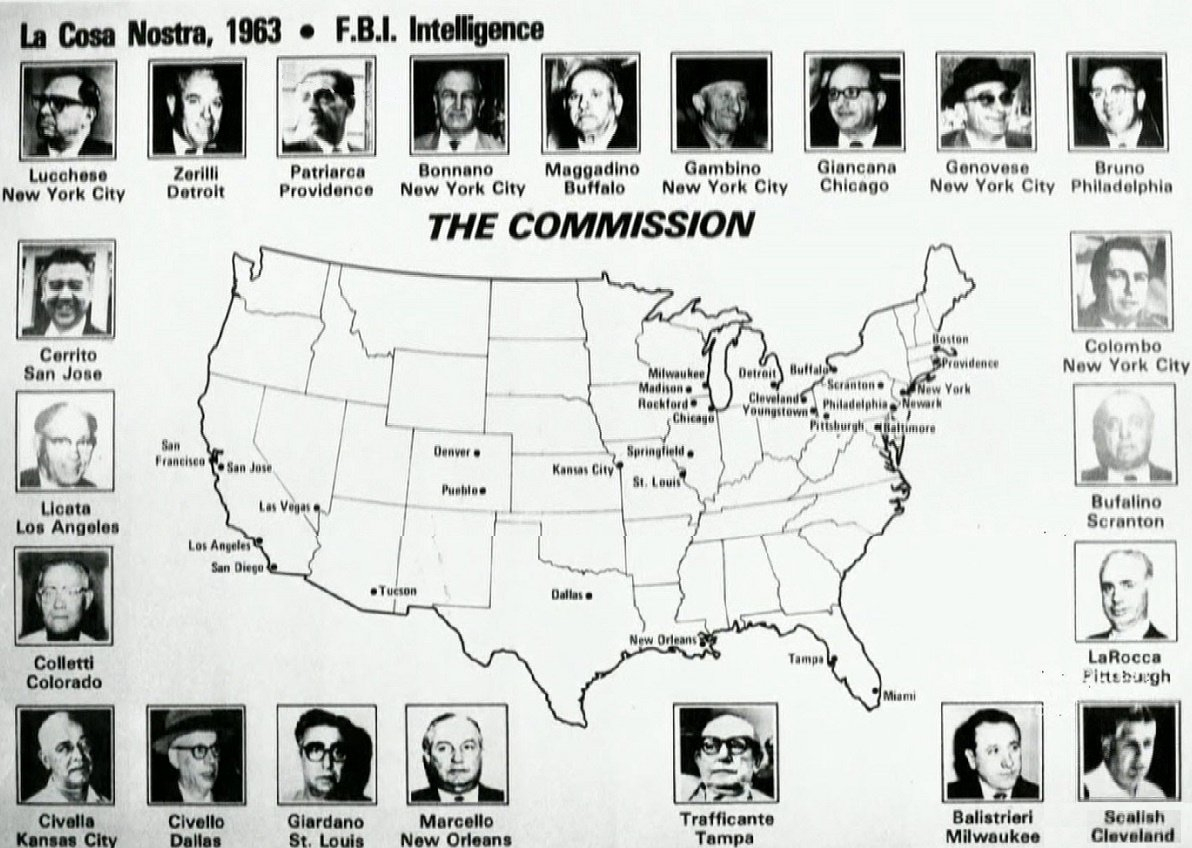
La Commission en 1963 après enquête du FBI

Une fois les vieux don (surnommés Mustache Petes) éliminés, Lucky Luciano et son ami et conseiller Meyer Lansky avaient les mains libres pour imposer leur vision inspirée par Arnold Rothstein : le Syndicat national du crime. La base de cette organisation avait déjà été décidée en mai 1929, à Atlantic City, lors d'une grande réunion de gangsters supervisée par Lucky Luciano et Johnny Torrio, qui dura six jours. Siciliens, Napolitains, Juifs, Irlandais ou Anglais, la plupart étaient bootleggers ou caïds de quartiers de New York ou des principales villes du Nord-Est. Étaient ainsi présents, outre l'organisateur Nucky Johnson, Longie Zwillman (du New Jersey), Joe Adonis (Brooklyn), Owney Madden (patron du Cotton Club à Harlem), Willie Moretti (Newark), Al Capone (Chicago), Waxey Gordon (Philadelphie), Moe Dalitz (Cleveland), ainsi que Meyer Lansky, Frank Costello, Bugsy Siegel et Albert Anastasia. Le but de cette manœuvre était le partage des secteurs du crime américain en dehors de l'ordre des vieux don mafieux. La réunion servit également à négocier le partage des territoires et des profits respectifs, une pratique sporadiquement renouvelée par la suite, probablement jusqu'à nos jours.
Une nouvelle réunion eut lieu à Chicago en 1931, après la mort de Maranzano. Il fut convenu qu'aucun chef mafieux ne devait dominer l'ensemble du crime organisé, mais qu'il y aurait une forme de direction collective, tantôt appelé « syndicat national du crime », « commission » ou « l'Organisation », une mafia moderne ouverte aux non-Siciliens. Les nouvelles règles impliquaient le respect de l'autonomie et du territoire de chaque groupe local, la recherche de la collaboration plutôt que de l'affrontement, et le règlement des litiges importants par le biais des responsables de l'Organisation. Cette organisation devait permettre de « réguler » collégialement les activités les plus lucratives : jeu, trafic, prostitution, racket. Par ailleurs, il fut mis en place un système de fonds communs, né de l'association entre Lucky Luciano, Meyer Lansky et Frank Costello, destiné à payer des pots-de-vin aux autorités et à financer les investissements spéciaux.
À la fin de la Prohibition en 1933, la direction de la commission, sorte de conseil d'administration du crime organisé, comprenait sept membres permanents (les Big Seven) :
- Lucky Luciano, contrôleur de la prostitution, chef de l'ex-famille de Masseria (future Genovese), ayant confié à Vito Genovese la gestion du trafic de stupéfiants ;
- Frank Costello, contrôleur des jeux (machines à sous, paris), responsable des opérations de corruption et des liaisons avec les politiciens.
- Meyer Lansky, expert financier de l'organisation, gestionnaire des fonds communs ;
- Bugsy Siegel, surveillant des rackets sur les établissements de nuit et de la distribution de l'alcool ;
- Albert Anastasia, contrôleur des docks de New York et du syndicat des dockers ;
- Joe Adonis, caïd de Broadway, associé d'Anastasia.
- Louis Lepke Buchalter, racketteur de l'industrie du vêtement, du syndicat des camionneurs, des boulangeries, des cinémas et spécialiste du chantage.

Dans le même temps, la commission mit en place une branche chargée de l'exécution, après délibération des chefs mafieux, des membres du crime organisé coupables de manquements ou considérés comme non fiables. Connue sous le nom de Murder Incorporated, cette équipe de tueurs opérationnelle sur tout le territoire américain fut dirigée par Lepke Buchalter, avec l'aide d'Albert Anastasia et Bugsy Siegel. Elle fut démasquée en 1940.

### La Commission aujourd'hui
La commission existe toujours en 2020. Ses membres actuels sont les seuls parrains des Cinq familles, de la famille DeCavalcante, de la famille Patriarca, de l'Outfit de Chicago et de la famille de Philadelphie. Son activité devient de plus en plus méconnue depuis que les médias se font moins l'écho des activités de la mafia en général.

## Parrains actuels de la commission
Les cinq familles de New-York et leur parrain respectif sont :
- Famille Bonanno : Thomas DiFiore  ;
- Famille Colombo : Andrew « Andy Mush » Russo  ;
- Famille Gambino : Frank Calì ;
- Famille Genovese : Liborio Bellomo ;
- Famille Lucchese :  Steven Crea.

Une sixième famille importante est l'Outfit de Chicago : John « No Nose » DiFronzo.